# 設楽幸嗣
設楽 幸嗣（したら こうじ、1946年6月4日 - ）は、日本の作曲家・編曲家、音楽プロデューサーであり、元俳優、元子役俳優である。本名同じ。

## 人物・来歴
1946年（昭和21年）6月4日、山形県酒田市に生まれる。父は設楽幸聖（日本正統運命学研究会会長）、母は一楽庵宗美（石州流茶道）、作曲家の武満徹は叔父にあたる。
父の幸聖が松竹の洋画宣伝部に在籍していた1951年（昭和26年）、『夢と知りせば』に出演する子役を探していた同作の監督の中村登に見いだされ、木暮実千代演じる「阿久津絹代」の息子「光久」役で同作に出演、同作は1952年（昭和27年）1月3日に公開されて映画界にデビューした。1953年（昭和28年）には東宝に貸し出され、千葉泰樹監督の『愛情について』、熊谷久虎監督の『白魚』、杉江敏男監督の『サラリーマンの歌』、および南旺映画製作、新東宝配給、斎藤達雄監督の『純情社員』にも出演した。1959年（昭和34年）には学校法人玉川学園中学校に進学、高校も同学園に進学した。
1965年（昭和40年）には国立音楽大学作曲科に入学、在学中もNHK総合テレビジョン『おはなはん』等に出演したが、1969年（昭和44年）3月、同学を卒業と同時に俳優業からは引退、音楽の道に進む。1971年（昭和46年）、満25歳でアメリカ合衆国のロサンゼルスに留学、1975年（昭和50年）に帰国した。1978年（昭和53年）8月29日・8月30日の両日、日本武道館で行われたアリスのライヴで、設楽が作詞・作曲した『10000人の讃歌 -FBC組曲"WE ARE NOT ALONE"より- "WE ARE TOGETHER"』が採用され、同ライヴを収録したアルバム『栄光への脱出〜武道館ライブ』の最後の曲として、同年10月5日にリリースされた。1980年代以降の一時期、劇場用映画やテレビ映画の劇伴音楽の作曲も手がけた。

## フィルモグラフィ
すべてクレジットは「出演」あるいは「音楽」である。特筆以外すべて製作は「松竹大船撮影所」、配給は「松竹」である。公開日の右側には役名、および東京国立近代美術館フィルムセンター（NFC）所蔵等の上映用プリントの現存状況についても記す。
出演
- 『夢と知りせば』 : 監督中村登、1952年1月3日公開 - 絹代の子光久
- 『とんかつ大将』 : 監督川島雄三、1952年2月15日公開 - 子供利春、現存（NFC所蔵[8]）
- 『波』 : 監督中村登、1952年4月3日公開 - 駿（五歳）、現存（NFC所蔵[8]）
- 『その夜の妻』 : 監督池田浩郎、1952年4月18日公開 - 田川道夫
- 『「幻なりき」より 郷愁』 : 監督岩間鶴夫、1952年7月2日公開 - 岸本良夫
- 『母の山脈』 : 監督佐々木康、1952年7月24日公開 - 西脇一郎
- 『お茶漬の味』 : 監督小津安二郎、1952年10月1日公開 - 山内幸二、現存（NFC所蔵[9]）
- 『愛情について』 : 監督千葉泰樹、製作・配給東宝、1953年5月14日公開 - 健一
- 『白魚』 : 監督熊谷久虎、製作・配給東宝、1953年8月5日公開 - 信市
- 『サラリーマンの歌』 : 監督杉江敏男、製作・配給東宝、1953年9月8日公開 - 長男駿
- 『純情社員』 : 監督斎藤達雄、製作南旺映画、配給新東宝、1953年12月1日公開 - 息子宏
- 『まごころの花ひらく 女給』（『女給』） : 監督千葉泰樹、製作東映東京撮影所、配給東映、1955年2月20日公開 - 長男和夫、現存（NFC所蔵[8]）
- 『母性日記』 : 監督佐々木啓祐、1955年6月15日公開 - 武田英二（子供時代）
- 『愛の一家』 : 監督萩原徳三、1955年8月31日公開 - チー坊
- 『素晴らしき招待』 : 監督杉岡次郎、1955年10月11日公開 - トンちゃん
- 『子供の眼』 : 監督川頭義郎、1956年1月15日公開 - 修（十才）、現存（NFC所蔵[8]）
- 『お母さんの黒板』 : 監督佐々木啓祐、1956年4月11日公開 - 望月三郎
- 『アチャコの子宝仁義』 : 監督萩山輝男、製作松竹京都撮影所、配給松竹、1956年8月28日公開 - 徳松
- 『黄色いからす』 : 監督五所平之助、製作歌舞伎座、配給松竹、1957年2月27日公開 - 息子清、現存（NFC所蔵[8]）
- 『オーケストラの姉妹』 : 監督池田浩朗（池田浩郎）、1957年4月30日公開 - 国井貞夫（雪夫）
- 『母と子の窓』 : 監督番匠義彰、1957年5月28日公開 - 尾崎秀治
- 『宇宙船エンゼル号の冒険』 : 監督野島宗昭、日本テレビ放送網、連続テレビ映画、1957年9月1日 - 同年12月22日放映
- 『蛮茶物語』 : 監督不明、日本テレビ放送網、連続テレビ映画、1957年12月30日 - 1958年3月31日放映
- 『どろんこ天国』 : 監督穂積利昌、1958年3月23日公開 - 小松一（主演）
- 『黒帯探偵』 : 監督不明、KRテレビ、連続テレビ映画、1958年8月30日 - 1959年3月28日放映
- 『花の家族』 : 監督岩沢康徳、松竹/フジテレビジョン、連続テレビ映画、1959年3月2日 - 同年5月25日放映
- 『お早よう』 : 監督小津安二郎、1959年5月12日公開 - 林実、現存（NFC所蔵[8]）
- 『現代無宿』 : 監督大曾根辰夫、1959年5月27日公開 - 野々宮悟
- 『ここに人あり』第95回『ひなげしの庭』 : 監督小林利雄、NHK総合テレビジョン、テレビ映画、1959年6月10日放映
- 『桑の木物語』 : 監督小松達郎、KRテレビ、テレビ映画、1959年9月6日放映
- 『新吾十番勝負』 : 監督野島宗昭、日本テレビ放送網、テレビ映画、1960年1月26日放映
- 『CQ!ペット21』 : 監督不明、日本テレビ放送網、連続テレビ映画、1960年6月8日 - 1961年3月1日放映
- 『怪盗太郎シリーズ ツウダウンに賭けろ』 : 監督不明、日本テレビ放送網、テレビ映画、1960年8月3日放映
- 『秋日和』 : 監督小津安二郎、1960年11月13日公開 - 息子和男、現存（NFC所蔵[8]）
- 『グリーン劇場』第12回『今日は留守です』 : 監督不明、原作由起しげ子、TBSテレビ、1960年12月17日放映
- 『女嫌い』 : 監督市村泰一、1964年3月1日公開 - 原勇
- 『われは草なり緑なり』 : 監督池田義一、日本テレビ放送網、テレビ映画、1964年11月21日放映
- 『人形佐七捕物帳』 : 監督不明、NHK総合テレビジョン、連続テレビ映画、1965年4月9日 - 1966年4月1日放映
- 『おはなはん』 : 監督松井恒男・古閑三千郎・田中昭男、NHK総合テレビジョン、連続テレビ映画、1966年4月4日 - 1967年4月1日放映
- 『大岡政談 池田大助捕物帳』 : 監督小林安次・安江泰雅・浦野進、NHK総合テレビジョン、連続テレビ映画、1966年4月8日 - 1967年3月31日放映
- 『おはなはん 第二部』 : 監督野村芳太郎、1966年10月1日公開 - 浅尾正太
- 『花と花瓶』 : 監督小林安次、NHK総合テレビジョン、テレビ映画、1969年1月9日放映

音楽
- 『母の帰り道』水曜グランドロマン : 監督祖父江信太郎、日本テレビ放送網、テレビ映画、1989年4月5日放映
- 『法王庁の避妊法』水曜グランドロマン : 監督加藤彰、メリエス/日本テレビ放送網、テレビ映画、1989年4月26日放映
- 『交通刑務所の朝 全国年間収監者数3450！』 : 監督高瀬昌弘、磯田事務所/日本テレビ放送網、テレビ映画、1989年9月20日放映
- 『ぼくの娘を盗むのですか』 : 日本テレビ放送網、テレビ映画、1991年6月19日放映
- 『私の心はパパのもの』 : 監督大林宣彦、製作東北新社・日本テレビ放送網、配給東北新社・ギャラクシーワン、1992年6月13日公開
- 『彼女が結婚しない理由』 : 監督大林宣彦、製作東北新社・日本テレビ放送網、配給東北新社・ギャラクシーワン、1992年6月13日公開